# Догерти, Билли Джо

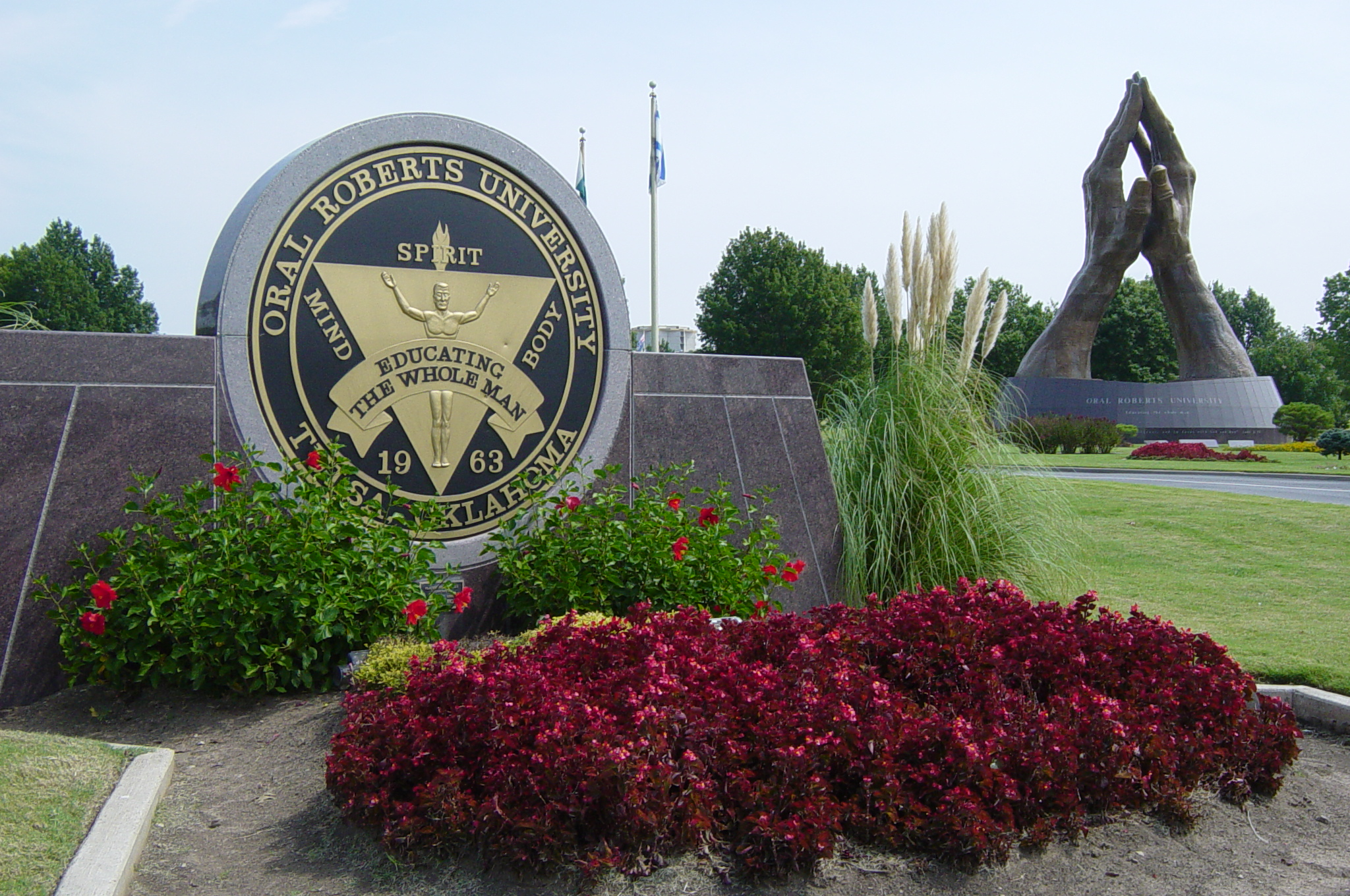
Круг Билли Джо Догерти с поднятыми в молитве руками перед Университетом Орала Робертса, президентом которого он был короткое время

Билли Джо Догерти (англ. Billy Joe Daugherty; 23 апреля 1952 — 22 ноября 2009) — американский харизматический пастор и телеевангелист, основатель мегацеркви Христианский центр «Победа» (англ. Victory Christian Center) в Талсе (Оклахома, США).

## Биография
Родился в городке Магнолия (Арканзас). Получил образование в Университете Орала Робертса по специальности христианская педагогика. Свое служение начал в 1979 году в Христианском центре «Шеридан» (205 S Sheridan Rd).
В 1981 году он создаёт свою церковь «Победа». В 1983 году он посетил конференцию корейского пастора Йонги Чо, после чего перешёл к практике развития домашних групп по принципу первоапостольской церкви, когда верующие собирались как в храме так и по домам (Деян.2:46; 5:42; Кол.4:15 и др). В 1985 году число его групп достигло 204, в 1986 году — 450, в 1987 году — 508, но в 1988 году число ячеек упало до 275. Его телешоу «Победа в Иисусе» достигло аудитории более чем 100 миллионов человек.
Джо Догерти посетил Ленинград в 1991 и в 2003, проводя евангелизационные мероприятия на стадионах (покаяние, свидетельства, исцеления, раздача пищи), поддержанные христианами веры евангельской.

## Смерть
Умер от рака (Неходжкинские лимфомы) в больнице города Хьюстон (Техас, США) в возрасте 57 лет. После смерти его церковь возглавила его жена.

## Семья
Был женат на Шэрон и имел четырёх детей: Джона, Пола, Сару и Руфь.

## Критика
Смерть исцеляющего пастора вызвала критику на том основании, что праведник болеть не может (Исх. 15:26), а раковая болезнь скорее должна рассматриваться как проклятие от Господа

## Книги
- Сила веры
- Разрывая цепи рабства
- Небеса ждут
- Созидая крепкие браки и семьи